# Empar Marco i Estellés
Empar Marco i Estellés (Godella, 1959) és llicenciada en Filologia Hispànica i periodista.
Va ajudar com a tècnica a la creació del Servei de la Dona de la Generalitat Valenciana. En l’àmbit de la comunicació, ha estat lingüista a Radiotelevisió Valenciana, i també ha treballat a la Universitat de València. Ha estat corresponsal de Catalunya Ràdio, l'Avui i La Vanguardia. De 2004 a 2016, ha estat delegada de Televisió de Catalunya al País Valencià. Juntament amb Esperança Camps, ha publicat Vertigen (2014), en què novel·la el tancament de Radiotelevisió Valenciana a través dels ulls d'un periodista grec que arriba a València "en un dels moments més convulsos".
El 23 de febrer de 2017 fou nomenada directora general d'À Punt Mèdia i posteriorment ratificada per les Corts Valencianes, però en 2020 el Tribunal Superior de Justícia de la Comunitat va anul·lar el nomenament, quan ja havia estat nomenat Alfred Costa i Folgado com a substitut.